# 9796 Robotti
A 9796 Robotti (ideiglenes jelöléssel (9796) 1996 HW) a Naprendszer kisbolygóövében található aszteroida. Francesco Manca és Paolo Chiavenna fedezte fel 1996. április 19-én.